# Milena Sadurek

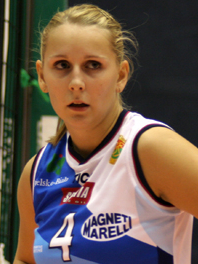
Milena Sadurek zawodniczką BKS-u Stal Bielsko-Biała

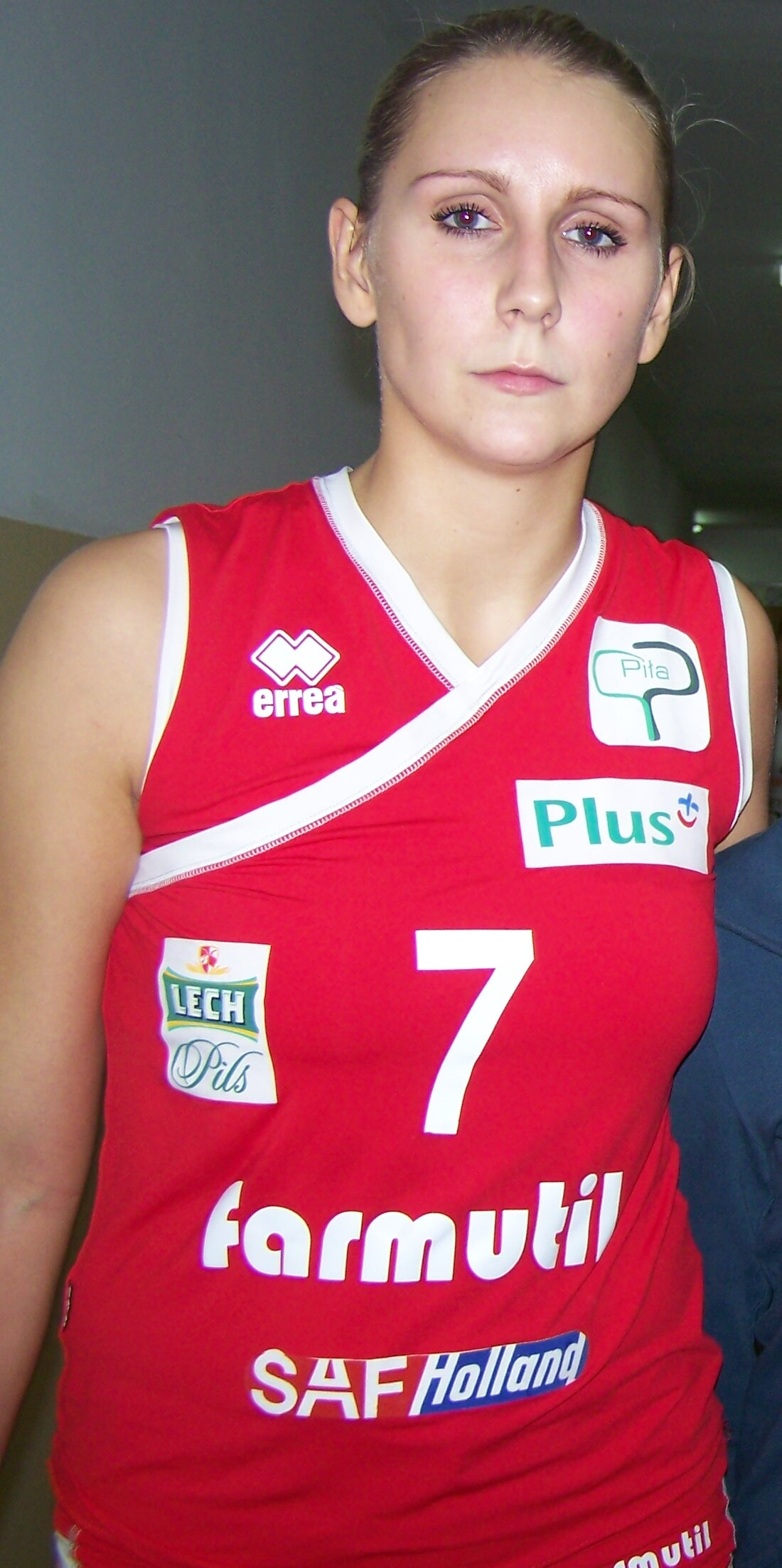
Milena Sadurek zawodniczką PTPS-u Farmutil Piła

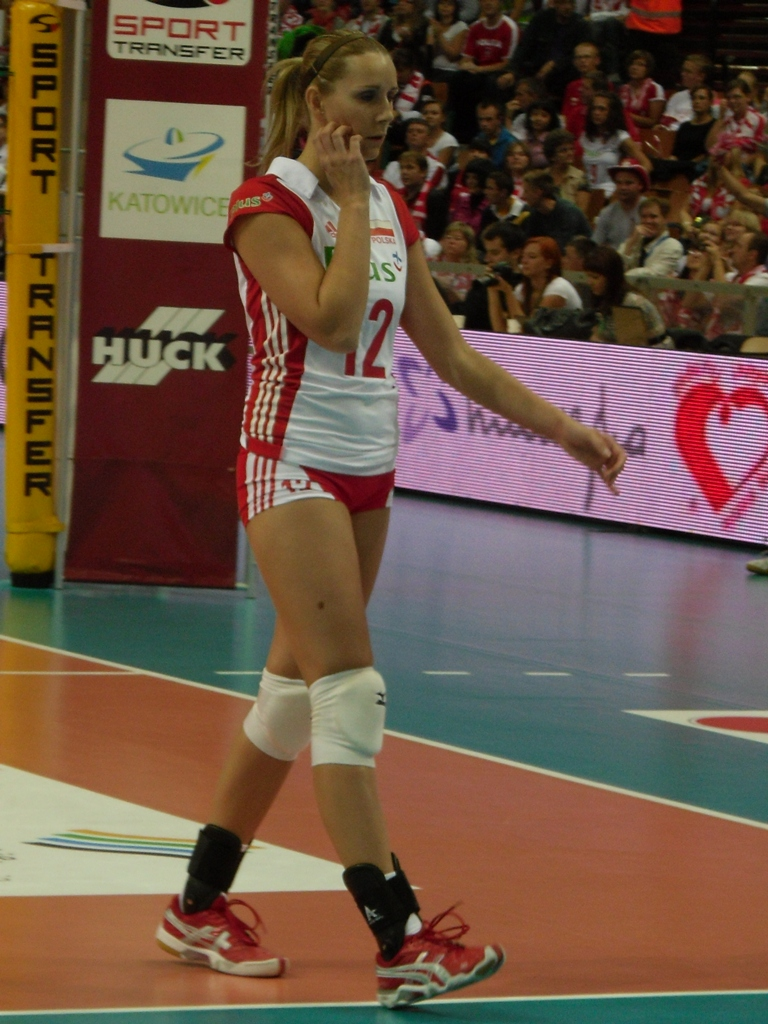
Milena Sadurek reprezentantką Polski w 2010 roku

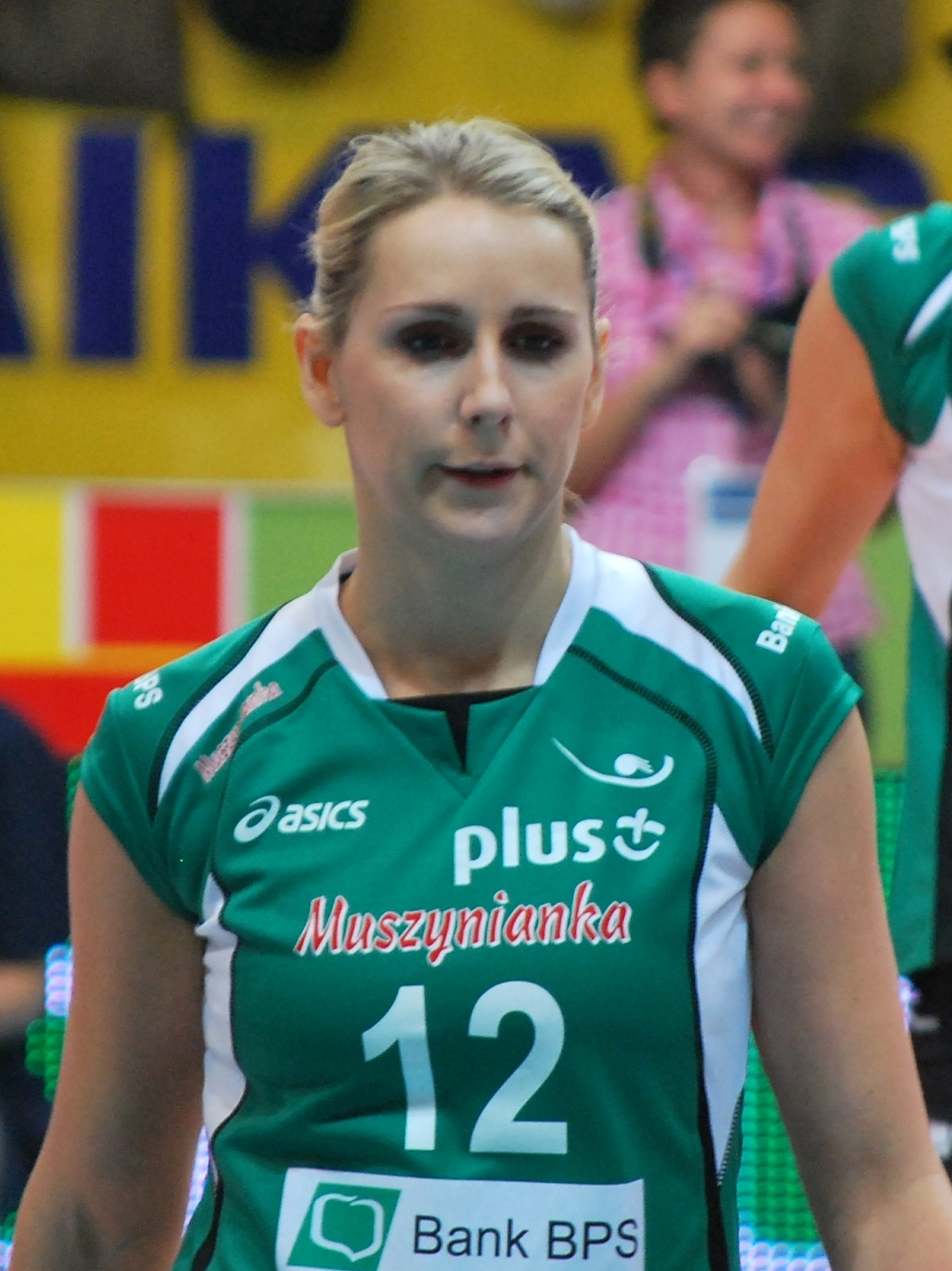
Milena Sadurek zawodniczką Banku BPS Muszynianki Fakro Muszyna

Milena Maria Sadurek (ur. 18 października 1984 w Katowicach) – polska siatkarka, reprezentantka Polski, grająca na pozycji rozgrywającej.

## Biografia i kariera
Uczęszczała do Szkoły Podstawowej nr 52 (obecnie Gimnazjum nr 15) w Katowicach-Giszowcu. Pierwsze kroki sportowe stawiała pod okiem Marka Jamborskiego. W czwartej klasie ustanowiła rekord szkoły w skoku w dal wynikiem 4 m. Wybrała jednak siatkówkę, którą zaczęła intensywnie trenować w katowickim klubie Kolejarz. Początkowo grała jako środkowa. Po ukończeniu SP podjęła naukę w Szkole Mistrzostwa Sportowego w Sosnowcu. W drużynie siatkarskiej występowała wówczas jako skrzydłowa, ale w II klasie jej szkolny trener, Andrzej Peć, za radą szkoleniowca reprezentacji narodowej, Zbigniewa Krzyżanowskiego, przestawił ją na pozycję rozgrywającej, jak się okazało – docelową.
Reprezentantką Polski została jeszcze podczas nauki w SMS, kwalifikując się do młodzieżowej kadry narodowej. Z drużyną kadetek zdobyła w 2001 wicemistrzostwo Europy oraz brązowy medal Mistrzostw Świata. W następnym roku, już z zespołem juniorek, została mistrzynią Europy, a w 2003 zdobyła kolejny brąz, tym razem w MŚ. Do reprezentacji seniorek na stałe trafiła dość późno, bo dopiero w maju 2007, powołana przez trenera Marco Bonittę. W ciągu kilku miesięcy stała się pierwszą rozgrywającą. Znacząco przyczyniła się do licznych sukcesów reprezentacji Polski, z których najważniejsze to 3. miejsce w Mistrzostwach Europy 2009, awans i uczestnictwo w Igrzyskach Olimpijskich w Pekinie oraz awans na Mistrzostwa Świata w Japonii. W reprezentacji jak dotąd wystąpiła 190 razy.
Odniosła wiele sukcesów rangi mistrzowskiej również jako siatkarka klubowa, grając w takich zespołach jak BKS Stal Bielsko-Biała, PTPS Farmutil Piła i Bank BPS Muszynianka Fakro Muszyna. W 2009 miała nieudany epizod z rumuńskim zespołem Metal Galați, w którym grała przez kilka miesięcy, aby w połowie sezonu zrezygnować z dalszych występów z uwagi na kłopoty finansowe klubu, wynikające z braku sponsora. Po powrocie do Polski została w 2010 zawodniczką Muszynianki. Od sezonu 2015/2016 występowała w polskiej ORLEN Lidze, w drużynie Impelu Wrocław.
Zakończyła karierę po sezonie 2015/2016, współpracuje z Akademią Siatkówki Kadziewicz Siezieniewski Dobrowolski.
Jest absolwentką Wyższej Szkoły Administracji w Bielsku-Białej.

## Życie prywatne
W grudniu 2007 wyszła za mąż za informatyka, Marcina Mikołajczyka, z którym rozwiodła się półtora roku po ślubie. 3 czerwca 2011 ponownie wstąpiła w związek małżeński, poślubiając Jakuba Radeckiego. Od 2018 roku jej partnerem był Błażej Krzyształowicz, trener Grot Budowlani Łódź. Mają dwóch synów.
Wzięła udział w sesji zdjęciowej do magazynu Playboy w wydaniu z listopada 2011. Jest drugą, po Annie Werblińskiej, polską siatkarką na okładce tego czasopisma.

## Kariera klubowa
| Kariera juniorska         | Kariera juniorska                  | Kariera juniorska | Kariera juniorska | Kariera juniorska | Kariera juniorska | Kariera juniorska | Kariera juniorska | Kariera juniorska | Kariera juniorska | Kariera juniorska |
| ------------------------- | ---------------------------------- | ----------------- | ----------------- | ----------------- | ----------------- | ----------------- | ----------------- | ----------------- | ----------------- | ----------------- |
| Lata                      | Klub                               |                   |                   |                   |                   |                   |                   |                   |                   |                   |
|                           | Kolejarz Katowice                  |                   |                   |                   |                   |                   |                   |                   |                   |                   |
| 1999–2003                 | SMS PZPS Sosnowiec                 |                   |                   |                   |                   |                   |                   |                   |                   |                   |
| Kariera seniorska         |                                    |                   |                   |                   |                   |                   |                   |                   |                   |                   |
| Lata                      | Klub                               |                   |                   |                   |                   |                   |                   |                   |                   |                   |
| 2003–2008                 | BKS Stal Bielsko-Biała             |                   |                   |                   |                   |                   |                   |                   |                   |                   |
| 2008–2009                 | PTPS Farmutil Piła                 |                   |                   |                   |                   |                   |                   |                   |                   |                   |
| 2009–2010 (do 28.01.2010) | Metal Galați                       |                   |                   |                   |                   |                   |                   |                   |                   |                   |
| 2010–2012                 | Bank BPS Muszynianka Fakro Muszyna |                   |                   |                   |                   |                   |                   |                   |                   |                   |
| 2012–2013                 | Azerrail Baku                      |                   |                   |                   |                   |                   |                   |                   |                   |                   |
| 2013–2014                 | Lokomotiv Baku                     |                   |                   |                   |                   |                   |                   |                   |                   |                   |
| 2014–2015                 | Foppapedretti Bergamo              |                   |                   |                   |                   |                   |                   |                   |                   |                   |
| 2015–2016                 | Impel Wrocław                      |                   |                   |                   |                   |                   |                   |                   |                   |                   |

## Sukcesy klubowe
Puchar Polski:
- 2004, 2006, 2011

Liga polska:
- 2004, 2011
- 2012
- 2007, 2009, 2016

Superpuchar Polski:
- 2006, 2008, 2011

Liga azerska:
- 2013

## Sukcesy reprezentacyjne
Mistrzostwa Europy Kadetek:
- 2001

Mistrzostwa Świata Kadetek:
- 2001

Mistrzostwa Europy Juniorek:
- 2002

Mistrzostwa Świata Juniorek:
- 2003

Puchar Piemontu:
- 2009

Mistrzostwa Europy:
- 2009

## Nagrody indywidualne
- 2007 - Najlepsza polska rozgrywająca w 2007 w plebiscycie czytelników miesięcznika "Super Volley"
- 2009 - Najlepsza polska rozgrywająca w 2009 według użytkowników siatkarskiego portalu supervolley.pl